# Convento de Santa Catalina (Almagro)
El convento de Santa Catalina de Siena se halla en la localidad española de Almagro, en la provincia de Ciudad Real, y fue construido el siglo XVI. Durante toda su historia fue convento de monjes franciscanos hasta que estos lo abandonaron en 1942. Actualmente es un hotel dentro de la red nacional de Paradores de Turismo de España conocido como Parador de Almagro.

## Historia
Fue fundado por Don Jerónimo de Ávila y de la Cueva en honor a Santa Catalina en memoria de su fallecida esposa Doña Catalina de Sanabria. La autorización real necesaria para este tipo de fundaciones se otorgó el 3 de abril de 1596 y se encomendó su administración a la orden de San Francisco.
El lugar elegido inicialmente para la fundación fue el espacio ocupado por unas casas conocidas como "que dizen de Tarazaga e los dos quiñones adjuntos en el egido de la Magdalena", trasladándose posteriormente a la ubicación actual. Se adquirieron los terrenos necesarios por un total de setecientos ducados y sesenta y dos mil quinientos maravedís.
Mientras se llevaban a cabo las obras del convento se fundó una ermita consagrada a Santa Ana en mayo de 1597, donde se estableció el Santísimo y se trasladó un mes después a la casa de la Clavería, en la calle del mismo nombre, casa idónea y suficiente para la Comunidad y para los dichos frailes y convento.
Se estipuló que las obras se concluirían en tres años a partir del día de San Juan de 1603, con un período de prórroga de tres meses. Sin embargo, las obras superaron los plazos previstos y el convento se inauguró el 19 de diciembre de 1612, catorce años después.
Este convento, atribuido a Nicolás de Vergara el Mozo, aunque ejecutado en a inicios del siglo XVII, es un claro ejemplo de la arquitectura conventual renacentista de la Escuela de Toledo, sencillo como dictan los cánones de la orden franciscana. Construido en ladrillo, tapial, piedra y madera, y terminado con alicatados de estilo mudéjar, originalmente fue un pequeño convento rodeado de un gran huerto. Su diseño inicial incluía la iglesia y dos naves de dos plantas en forma de L que, junto con la sacristía, rodeaban el pequeño claustro. El convento se amplió en los siglos XVIII y XIX, añadiendo nuevas naves idénticas a las primeras y nuevas capillas a la iglesia, estas últimas de estilo barroco.
Al morir Don Jerónimo en 1623, sus restos, junto con los de su esposa Doña Catalina, que estaba enterrada en la iglesia de San Bartolomé el Real, fueron trasladados a la cripta bajo el altar mayor de la iglesia del convento .
Los franciscanos permanecieron en este convento durante trescientos veinticuatro años, hasta 1821, cuando fue suprimidos durante el Trienio Liberal en virtud a un decreto de 1 de octubre de 1820 en que se desamortizaban los bienes monásticos; la iglesia de San Francisco, perteneciente al convento, pasó a la archidiócesis y se mantiene al culto actualmente, y el edificio conventual al ayuntamiento de Almagro en 1850 para la creación de un hospital de caridad.
En 1877, los franciscanos regresaron a su antiguo convento, trasladándose el hospital y casa de caridad al otro edificio. La orden abandonó definitivamente el convento en 1942 debido al escaso número de frailes.
A finales de 1969, el Convento de Santa Catalina fue cedido al Estado para que este construyera un Parador Nacional de Turismo, según un proyecto de Juan Palazuelo de la Peña y Ramón Melgarejo Rueda, inaugurado por la Reina Doña Sofía el 26 de septiembre de 1979.